# Inostemma falcatum
Inostemma falcatum is een vliesvleugelig insect uit de familie van de Platygastridae. De wetenschappelijke naam van de soort is voor het eerst geldig gepubliceerd in 1921 door Toelg.